# Municipio de Hegne
El municipio de Hegne (en inglés: Hegne Township) es un municipio ubicado en el condado de Norman en el estado estadounidense de Minnesota. En el año 2010 tenía una población de 40 habitantes y una densidad poblacional de 0,44 personas por km².

## Geografía
El municipio de Hegne se encuentra ubicado en las coordenadas 47°16′52″N 96°37′21″O / 47.28111, -96.62250. Según la Oficina del Censo de los Estados Unidos, el municipio tiene una superficie total de 91.91 km², de la cual 91,74 km² corresponden a tierra firme y (0,18 %) 0,17 km² es agua.

## Demografía
Según el censo de 2010, había 40 personas residiendo en el municipio de Hegne. La densidad de población era de 0,44 hab./km². De los 40 habitantes, el municipio de Hegne estaba compuesto por el 92,5 % blancos, el 2,5 % eran amerindios, el 2,5 % eran de otras razas y el 2,5 % eran de una mezcla de razas. Del total de la población el 2,5 % eran hispanos o latinos de cualquier raza.